# Gare de Bischheim
Gare de Bischheim – stacja kolejowa w miejscowości Schiltigheim, w departamencie Dolny Ren, w regionie Grand Est, we Francji. Jest zarządzana przez SNCF i obsługiwana przez pociągi TER Grand Est. 

## Położenie
Znajduje się na linii Strasbourg – Lauterbourg, na km 3,382 między stacjami Strasbourg-Ville i Hœnheim-Tram, na wysokości 142 m n.p.m.

## Linie kolejowe
- Linia Strasbourg – Lauterbourg